# Вальтер Якобссон
Вальтер Андреас Якобссон (фін. Walter Andreas Jakobsson; 6 лютого 1882, Гельсінкі, Фінляндія — 10 червня 1957, там же) — фінський фігурист, Олімпійський чемпіон 1920 року і триразовий чемпіон світу в парному катанні разом з дружиною Людовикою Якобссон-Ейлерс. З 1910 по 1914 роки представляв Велике князівство Фінляндське яке в той час входило до складу Російської імперії.
Вальтер і Людовика одружилися в 1911 році.
Також Вальтер Якобссон був фотографом-любителем і виставлявся в «Fotografiamatörklubben i Helsingfors» (Гельсінський клуб любителів фотографії), спеціалізувався на темних міських пейзажах зі спеціальними світловими ефектами, як наприклад дощ і туман. За професією Вальтер Якобссон був інженером.
Був суддею в фігурному катанні. Судив на III Олімпійських іграх змагання чоловіків, жінок і пар. На наступних іграх також судив змагання чоловіків, а жінок був головним суддею.